# Fade to Black (skladba)
Fade to Black byla první rockovou baladou americké skupiny Metallica a odstartovala tak jejich éru balad. Text je silně pesimistický a odhaluje myšlenky člověka na sebevraždu ("I have lost the will to live...need the end to set me free!" – "Ztratil jsem vůli žít...jedině konec mne může osvobodit!"). Inspirace ke skladbě vzešla z toho, že skupině byla odcizena během roku 1984 vzácná aparatura, a trvalo velmi dlouho než se podařilo obstarat novou. Jak řekl James, musel kvůli ní "prohledat celý svět".
Fade to Black začíná vybrnkáváním od tónu H, F#, G,… poté se přidává sólová kytara Kirka Hammetta. Larsovy bicí zatím jen přitakávají tichým činelem do rytmu. Ve sloce začíná James Hetfield hrát vybrnkávačku, ke které zpívá o již zmiňované sebevraždě. Poté píseň přidá na intenzitě a stává se suverénní thrashmetalovou vypalovačkou se zběsilým kytarovým sólem Kirka Hammetta.
Metallica na tento typ skladby navázala skladbami z nadcházejících dvou alb, jednou je "Welcome Home (Sanitarium)" z alba Master of Puppets a druhou je One z alba ...And Justice for All. Poté již vznikaly strukturou odlišnější balady jako je legendární "Nothing Else Matters", "The Unforgiven" či "Mama Said". Po dvaceti letech Metallica vydala baladu "The Day that Never Comes", která je návratem k skladbám tohoto druhu.